# Prisme de Glan-Thompson
 (mars 2025).
Si vous disposez d'ouvrages ou d'articles de référence ou si vous connaissez des sites web de qualité traitant du thème abordé ici, merci de compléter l'article en donnant les références utiles à sa vérifiabilité et en les liant à la section « Notes et références ».

Un prisme de Glan-Thompson réfléchit un rayon de lumière polarisé p, et transmet un rayon de lumière polarisé s.

Le prisme de Glan-Thompson est un type de prisme polarisant (autrement dit un polariseur) similaire au prisme de Nicol. Il est constitué de deux prismes de calcite triangulaires rectangles accolés le long de leur hypoténuse avec du baume du Canada. Ce matériau est biréfringent et présente donc un axe privilégié. Les deux axes associés respectivement à chaque prisme triangulaire sont parallèles entre eux, et perpendiculaires au plan de réflexion. La biréfringence sépare le rayon lumineux incident en deux rayons de polarisations différentes appelées s et p. La lumière polarisée p subit une réflexion totale interne, la lumière polarisée s est transmise : ce prisme peut être utilisé comme miroir semi-réfléchissant.
Il présente un angle d'acceptance plus important que le prisme de Glan-Foucault, mais une limite d'intensité lumineuse plus faible (à cause des dommages pouvant être causés à la colle utilisée).